# 久米南條郡
久米南條郡是過去位於日本岡山縣中部的一郡，已於1900年4月1日與久米北條郡合併為久米郡。
過去的範圍為現在的津山市南部地區、美咲町東部地區和岡山市北部地區

## 歷史
在令制國時代最初為美作國久米郡的一部份，後來，久米郡被分割為久米南條郡和久米北條郡。

### 沿革
- 1889年6月1日：實施町村制，久米南條郡下設：弓削村、稻岡南村、神目村、龍川村、龍山村、稻岡北村、豐岡村、吉岡村、福岡村、佐良山村、福渡村。（11村）
- 1900年4月1日：久米南條郡和久米北條郡合併為久米郡。